# Utricularia steenisii
Utricularia steenisii — вид рослин із родини пухирникових (Lentibulariaceae).

## Середовище проживання
Цей вид обмежується горами Ачех на півночі Суматри, Індонезія.
Цей вид росте у вологих, болотистих ділянках на відкритих трав'янистих місцевості на висотах від 2500 до 3200 метрів.